# Emil Dannemark
Emil Dannemark, né le 7 juillet 1957 à Weywertz est un homme politique belge germanophone, membre du Partei für Freiheit und Fortschritt.
Il est commercial de formation et employé depuis 1974 dans une usine à papier.
Membre du CA de Interost depuis 1991; fut membre du CA de la Klinik St. Vith et de l' Interkommunale für das Sozial- und Gesundheitswesen in der Eifel (1989 - 1994). secrétaire de l' Internationalen Volkssportverbandes IVV depuis 1997.

## Fonctions politiques
- 1989-     : conseiller communal à Butgenbach
- 1995-2001 : président du CPAS de Butgenbach
- 2001-     : bourgmestre de Butgenbach
- 2007-2014 : membre du parlement germanophone.